# Begonia carolineifolia
Espèce
Synonymes
- Begonia caroliniifolia (préféré par NCBI)[2]
- Begonia rotata Liebm.[3]
- Gireoudia caroliniifolia (Regel) Klotzsch[3]
- Gireoudia rotata (Liebm.) Klotzsch[3]

Begonia carolineifolia est une espèce de plantes de la famille des Begoniaceae.
Ce bégonia rhizomateux vivace est présent en Mésoamérique. Découvert au Mexique en 1852, il est apprécié en horticulture pour son feuillage très découpé et sa floraison hivernale.

## Description
Ce grand bégonia vivace peut atteindre 60 à 100 cm. Il pousse à partir d'un rhizome succulent, érigé et de forme très contournée. Les larges feuilles palmées font environ 30 à 40 cm de diamètre. Alternes et de couleur vert brillant, glabres en surface et couvertes de longs poils roux dessous, sont composées d'environ six à huit folioles dentelées et terminées en pointe, réunies par des pétioles poilus et rougeâtres au « tronc » massif (une tige ligneuse très épaisse), y laissant des cicatrices bien visibles en tombant. 
La floraison a lieu en hiver et au début du printemps, durant plus de trois mois consécutifs. Les inflorescences en bouquet, ramifiées par paires, portent des fleurs mâles ou femelles de couleur blanc rosé, à cœur jaune. Le fruit qui se forme à la base des fleurs femelles est constitué des trois loges de 9 mm de diamètre environ, inégalement ailées. Il contient des graines très petites,.
La plante se propage par graines, mais également par les rhizomes ou l'enracinement des pétioles au contact du sol.

## Habitat
Dans la nature, on rencontre l'espèce sur les pentes rocheuses des forêts humides, entre 50 et 500 mètres d'altitude.
La plante utilise fréquemment un tronc ou un rocher comme tuteur, en s'aidant de ses racines traçantes.

## Répartition géographique
Cette espèce est présente dans le sud du Mexique dans le Veracruz, dans l'État de Puebla, au Oaxaca et au Chiapas ; et en Amérique Centrale au Guatemala, jusqu'au Honduras.

## Classification
Begonia carolineifolia fait partie de la section Gireoudia du genre Begonia, famille des Begoniaceae. En classification phylogénétique APG IV (2016), comme classification phylogénétique APG III (2009), celle-ci est classée dans l'ordre des Cucurbitales, alors que dans la classification classique de Cronquist (1981) les Begoniaceae font partie de l'ordre des Violales.
L'espèce a été décrite en 1852 par le botaniste allemand Eduard von Regel (1815-1892), sous le nom de Begonia caroliniaefolia. L'épithète spécifique signifie « à feuille de Carolinea », en référence à sa ressemblance avec le Châtaignier de la Guyane, autrefois nommé Carolinea princeps.

## Horticulture
La plante se reproduit pas semis de graines, mais aussi par division ou bouturage au printemps.
C'est une grande plante d'intérieur assez facile à cultiver quand on dispose d'un emplacement très lumineux, sans soleil direct, et dont la température reste stable, autour de 18 à 20 °C. En-dessous de cette température, elle entre en repos, ce qui lui est bénéfique durant une courte période en hiver, mais jamais à moins de 12 -°C,.
En pot, elle nécessite un sol riche et bien aéré, bien drainé, ainsi qu'un arrosage modéré à l'eau tiède, en laissant sécher un peu la motte, mais régulier. Ils seront complétés par un apport d'engrais en période de croissance.
Un peu lent à s'établir, ce bégonia peut être mis en jardinière dans les régions du monde où l'été est chaud et humide.
L'espèce peut s'hybrider avec d'autres bégonias.
Elle est notamment à l'origine des cultivars suivants :
- Begonia 'Palmgarten' (B. carolineifolia x B. 'Leslie Lynn')
- Begonia 'Star Frost' (B. carolineifolia x Begonia wollnyi)
- Begonia 'Verschaffeltii' (Begonia manicata x B. carolineifolia)